# Bilitis (soundtrack)
Bilitis is de soundtrack met de muziek die Francis Lai schreef bij de romantische en licht-erotische film Bilitis.
Jean Musy schreef de muzikale arrangementen, de opnamen vonden plaats in Studio Davout. De platenhoes was gelijk aan de affiche voor de film. Op de binnenhoes staat een foto van een meisje bij een boom, afkomstig uit de film. In Nederland werd de distributie verzorgd door Negram uit Heemstede, die was echter verbonden aan Bovema, de concurrent van Warner Bros Records.
Het album stond vier weken lang in de voorloper van de Album Top 100.

## Muziek
| Nr. | Titel               | Duur |
| --- | ------------------- | ---- |
| 1.  | Bilitis (Générique) | 3:20 |
| 2.  | Promenade           | 3:40 |
| 3.  | Les deux nudites    | 2:20 |
| 4.  | Spring time ballet  | 2:26 |
| 5.  | L'arbre             | 1:10 |
| 6.  | I need a man        | 5:14 |

| Nr. | Titel                      | Duur |
| --- | -------------------------- | ---- |
| 1.  | Melissa                    | 4:35 |
| 2.  | La campagne                | 1:07 |
| 3.  | Scene d'amour              | 3:45 |
| 4.  | Rainbow                    | 4:30 |
| 5.  | Bilitis (Générique de fin) | 4:40 |